# Çobanlar
Çobanlar ist eine Stadt und ein Landkreis der türkischen Provinz Afyonkarahisar. Die Stadt liegt fünf Kilometer nördlich der D-300 an einer Verbindungsstraße nach Bolvadin und Emirdağ. Die Stadt liegt etwa 20 Kilometer östlich der Provinzhauptstadt Afyonkarahisar und beherbergt über 65 Prozent der Landkreisbevölkerung.
Der Landkreis liegt im Zentrum der Provinz. Er grenzt im Süden an Şuhut, im Westen an den zentralen Landkreis, im Norden an İscehisar und Bayat und im Osten an Bolvadin und Çay. Neben der Kreisstadt besteht er aus einer weiteren Gemeinde/Kleinstadt (Belediye): Kocaöz hat 2825 Einwohner und ist in vier Mahalle unterteilt. Zum Kreis gehören noch die Dörfer (Köy) Göynük (943), Kale (822) und Akkoyunlu (372 Einw.). Der städtische Bevölkerungsanteil beträgt über 85 Prozent, die Bevölkerungsdichte ist nach dem Hauptstadtkreis (Merkez), mit 87 Einwohner je Quadratkilometern die zweitgrößte der Provinz.